# Liên đảng Úc
Khối Liên đảng Úc (tiếng Anh: the Coalition) là tên gọi khối liên minh của hai đảng chính trị Úc, Đảng Tự do và Đảng Quốc gia. Khối Liên đảng tranh cử quyền tái lập chính phủ Úc trong cuộc bầu cử liên bang ngày 24 tháng 11 năm 2007nhưng thua Đảng Lao động.